# Црно огледало
Црно огледало (енгл. Black Mirror) британска је телевизијска серија коју је створио Чарли Брукер. Серија следи разноврсне жанрове, при чему се радња већине епизоде одвија у блиској будућности уз елементе научне фантастике. Инспирисана је серијом Зона сумрака, при чему користи теме технологије и медија како би критиковала савремена друштвена питања.
Поред класичних епизода, серија се састоји и од телевизијског специјала, као и интерактивног филма Црно огледало: Бендерснеч (2018). Прве две сезоне је емитовао британски канал Channel 4, након чега је приказивање преузео Netflix. Успех серије довео је до производње књиге и саундтрекова.
Многи телевизијски критичари су прогласили Црно огледало једном од најбољих серија из 2010-их, док су други сматрали да су њене моралне теме превише шаблонске. Освојила је три награде Еми за програм у ударном термину. Црно огледало, поред серије Америчка хорор прича, сматра се пиониром у популаризацији формата антологијске серије.

## Епизоде
| Сезона | Сезона            | Епизоде           | Епизоде           | Оригинално емитовање | Оригинално емитовање | Оригинално емитовање |
| Сезона | Сезона            | Епизоде           | Епизоде           | Премијера            | Финале               | Мрежа                |
| ------ | ----------------- | ----------------- | ----------------- | -------------------- | -------------------- | -------------------- |
|        | 1.                | 3                 | 3                 | 4. децембар 2011.    | 18. децембар 2011.   |                      |
|        | 2.                | 3                 | 3                 | 11. фебруар 2013.    | 25. фебруар 2013.    |                      |
|        | Специјал          | Специјал          | Специјал          | 16. децембар 2014.   | 16. децембар 2014.   |                      |
|        | 3.                | 6                 | 6                 | 21. октобар 2016.    | 21. октобар 2016.    |                      |
|        | 4.                | 6                 | 6                 | 29. децембар 2017.   | 29. децембар 2017.   |                      |
|        | Интерактивни филм | Интерактивни филм | Интерактивни филм | 28. децембар 2018.   | 28. децембар 2018.   |                      |
|        | 5.                | 3                 | 3                 | 5. јун 2019.         | 5. јун 2019.         |                      |
|        | 6.                | 5                 | 5                 | 15. јун 2023.        | 15. јун 2023.        |                      |
|        | 7.                | 6                 | 6                 | 10. април 2025.      | 10. април 2025.      |                      |

## Продукција

### Концепт и стил
Брукер је схватио да може направити коментар о модерним темама, посебно се усредсредивши на зависност човечанства од технологије, нешто што је наишао док је производио серију How TV Ruined Your Life. Брукер је извукао наслов серије из овог приступа:
Ако је технологија дрога — и она се осећа као лек — шта су, заправо, нуспојаве? Ово подручје — између уживања и нелагодности — је место где је постављено Црно огледало, моја нова драмска серија. Црно огледало наслов је серије које ћете наћи на сваком зиду, на сваком столу, у длану сваке руке: хладни, сјајни екран телевизора, монитора, паметног телефона.
Брукер је хтео да задржи антологијски приступ, користећи нове приче, поставке, ликове и глумце за сваку епизоду, јер је сматрао да је такав приступ кључни елемент уживања у серијама попут Зона сумрака, рекао је: „У причама је постојао потпис, исти премаз од тамне чоколаде — али пуњење је увијек било изненађење.” Овај приступ би омогућио Црном огледалу да се супротстави актуалним драмама и серијама које су имале стандардне понављајуће глумце.
Док продукција не користи повезујуће елементе, серија је укључила алузије из „Ускршња јаја” из претходних епизода у касније. На пример, „Hated in the Nation” у трећој серији враћа се на догађаје у првој серији „The National Anthem” и другој епизоди серије „White Bear”, док последња епизода четврте серије „Black Museum” укључује референце на сваку претходну епизоду серије.
Гилс Харви коментарише у профилу Брукера за New Yorker да свака епизода „успоставља позадину нормалности против које ће се одлучно издвајати још снажније”. Харви примећује да разнолик распон жанрова у серији показује да је то „очигледно дело некога ко је забележио много сати пред екраном”. Надаље коментарише да је Брукер „савестан”, јер „уверљивост сваке епизоде зависи од одржавања сложене унутрашње логике дистопијског света”. Брукер је укључен у процесе снимања и уређивања, указујући на све недоследности које се појављују и „одлучан је да направи уређаје и екране коришћене у Црном огледалу да изгледају аутентично”.

### Серијал 1
Почетак серије био је 2010. године. Извршни продуценти Чарли Брукер и Анабел Џоунс су режирали осам полусатних епизода, написаних од стране различитих људи. Технологија је била мање фокусирана и светови су били већи и детаљнији. Серија је потом наручена за епизоде дуге три сата. Прва је била „Fifteen Million Merits”, коју је написао Брукер и његова супруга Кони Хук. Друга скрипта је била „Inbound”, епизода која никада није режирана. Реч је о рату и садржала је концепте који су касније пренамењени у три епизоде серије „Men Against Fire”. Следећа скрипта је „The National Anthem”, прва емитована епизода. Трећа епизода је „The Entire History of You”.‍:6–13
Програм је режирала Брукерова продукцијска кућа Zeppotron, за Endemol. Џоел Колинс је радио као продукцијски дизајнер, а његова компанија Painting Practice ради на визуелним ефектима.
Године 2013. Роберт Дауни Јуниор одабрао је епизоду „The Entire History of You” (коју је написао Џес Армстронг) како би потенцијално могла постати филм Warner Bros. и његове продукцијске компаније Team Downey. Серија је била доступна у Сједињеним Америчким Државама на Нетфликсу од краја 2014. године надаље.
Први серијал био је популаран и критички прихваћен, иако се број гледаности смањивао током серије. Серија је била скупа за Ченел фор, али је наручена за други канал.

### Серијал 2
Серијал два се састоји од три епизоде. Брукер ју је описао као „више епски, али и интимнији у опсегу”. Епизоде су „разумљивије” у њиховим технологијама. Брукер је коментарисао да се други серијал одражава на први: први садржи теме „искривљене политичке сатире” и „односе растргане технологијом”, док други серијал приказује епизоде тих облика у обрнутом смеру. Свака епизода у првом серијалу имала је мушког протагонисту, па је Брокер намерно написао женске протагонисте за две епизоде серије „Be Right Back” и „White Bear”.
Трејлер за другу серију снимила је Moving Picture Company и приказала у три испреплетене приче: „след снова, фабричка поставка која се понавља и огроман облак прашине који се шири улицом на крају огласа.” Приказан је 22. јануара 2013, а оглас је приказан на Ченел фор и у биоскопима.
У „Be Right Back” глуми Хејли Атвел као Марта и Донал Глисон као Еш, како у људском тако и у роботском облику. У „White Bear”, Ленора Кричлоу игра Викторија Скилејн и Мајкл Смајли и Тапенс Мидлтон играју Бекстер и Џем. „The Waldo Moment” приказује Данијела Ригбија као Џејмија Салтера, Клои Пајри као Гвендолин Харис и Џејсона Флеминга као Џека Непир.

### „”
Према Брукеру, серија је још увек узимала свој буџет од комедијског одељка Ченек фор, па следи расправа о томе да ли би требало да се премести у одељак драме.
Брокер је 2018. године изјавио да се Ченел фор сложио о трећем серијалу од четири епизоде, али је унапред затражио детаљне синопсисе епизода. Брукер је смислио епизоду „Angel of the Morning”, која ће касније постати прича о „White Christmas”. Он је такође замислио епизоду засновану на ранијем сценарију „Inbound”, који би био сличан каснијој епизоди серије „Men Against Fire”. Још једна епизода названа је „Crocodile”, која се у деловима преклапала са четири епизоде серије са истим именом. Након дужег чекања, Брукеру и Џоунс речено је да идеје „нису биле баш за Црно огледало”.
„White Christmas” је инспирисан радовима као што је филм из 1983. године научне фантастике Зона сумрака: Филм. Глумци у појединачним причама су: Расмус Хардикер као Хери и Наталија Тена као Џенифер, Уна Чаплин као Грета и Џенет Монтгомери као Бет и Кент Драри као Бетин отац. Епизода се емитовала 16. децембра 2014. године

### Серијал 3
У децембру 2014. године, прве две серије програма објављене су на Нетфликсу у Сједињеним Америчким Државама након што су купиле ексклузивна права за пренос, што је довело до повећане потражње за програм. У рату надметања између канала, који је укључивао неколико америчких мрежа, Нетфликс је водио са обвезом од две серије од по десет епизода.
У септембру 2015. године Нетфликс је службено наручио 12 епизода Црног огледала. У марту 2016. године надмашио је Ченел фор за права на дистрибуцију треће серије у Великој Британији, са понудом од 40 милиона долара.
У трећем серијалу глуме Брајс Далас Хауард, Алис Ив, Џејмс Нортон, Чери Џоунс, Вијат Расел, Алекс Лотер, Џером Флин, Гугу Мбата-Ро, Макензи Дејвис, Мишел Кели, Малачи Кирби, Кели Макдоналд и Феј Марсеј. Редитељи за трећи серијал укључују Џоа Рајта, Џејкоба Вербругена, Џејмса Хоеса, и Дана Трачтенберга.
Наслови шест епизода које чине серију 3 објављене су у јулу 2016. године.

### Серијал 4
Према Брукеру, четврти серијал има још више разноликости у епизодама него у претходним серијалима. Брукер каже да у серији има још „наде”, додајући да је писање почело у јулу 2016. године.
У мају 2017. године, Редит је неслужбено објавио имена и редитеље шест епизода у серијалу 4 Црног огледала. Снимање за четврти серијал завршено је у јуну 2017. године. Први трејлер за серијал објавио је Нетфликс 25. августа 2017. године и садржала је наслове шест епизода. У септембру 2017. године објављене су две фотографије из четвртог серијала. Почевши од 24. новембра 2017. године, Нетфликс је објавио серију плаката и трејлера за сваку епизоду у четвртом серијалу, названу „13 Days of Black Mirror”, закључивши 6. децембра 2017. године са најавом за датум објављивања. Свих шест епизода објављено је на Нетфлиxу 29. децембра 2017. године.

### Бендерснеч
Први Црно огледало дугометражни филм, Бендерснеч, објављен је 28. децембра 2018. године на Нетфликсу, након што је службено објављен дан пре. Бендерснеч је интерактивни филм који понекад позива гледаоца да одабере један од два избора на екрану који утичу на то како се рад приказује. Филм такође приказује Вил Полтер, Крег Паркинсон, Алис Лоу и Асим Чадри.

### Серијал 5
Нетфликс је објавио пети серијал путем друштвених медија 5. марта 2018. године, иако нису објавили датум објављивања или број епизода. Брукер је 20. марта 2018. године на додели награда Royal Television Society Awards, потврдио да је пета серија почела да се снима. Уз сложеност Bandersnatcha, Брукер је морао одложити излазак пете сезоне; међутим, Нетфликс је потврдио да ће бити објављена 2019. године.
Међу онима који су глумили у серији 5 су Ентони Маки, Мајли Сајрус, Јаија Абдул Матин II, Тофер Грејс, Демсон Идрис, Ендру Скот, Никол Бахари, Пом Клементиф, Онгури Рајс, Медисон Девенпорт и Луди Лин.